# Otherness
Otherness — мініальбом шотландського альтернативного рок-гурту Cocteau Twins, випущений у жовтні 1995 року лейблом Fontana Records. Він був випущений разом з Twinlights як тизер до повноформатного альбому Milk & Kisses. Це був останній мініальбом гурту.

## Композиції
1. Feet Like Fins — 5:30
2. Seekers Who Are Lovers — 5:41
3. Violaine — 5:07
4. Cherry-Coloured Funk — 5:07

## Склад
- Елізабет Фрейзер — вокал
- Робін Ґатрі — гітара, ударні
- Саймон Реймонд — бас-гітара

## Чарти
| Чарт (1995)                               | Найвища позиція |
| ----------------------------------------- | --------------- |
| Велика Британія (Official Charts Company) | 59              |
| Шотландія (Official Charts Company)       | 55              |